# DNA 슈퍼코일
DNA 슈퍼코일(super coil) 또는 초나선(superhelix)은 뒤틀린(뒤틈 twist - 2차 꼬임) 이중 나선 디엔에이(DNA)가 다시 한번 더 스스로를 비틀어(비틈 writhe - 3차 꼬임) 감싸 형성한 둥근 코일 모양을 가리킨다.
|                                                          |
| 왼쪽이 원형 이중나선의 코일, 오른쪽이 슈퍼코일의 예이다. |

위 그림은 2차 나선형 꼬임만있는 원형 DNA 염색체(플라스미드)와 2차 나선형 꼬임에 중첩된 추가적인 3차 초나선형 꼬임을 포함하는 원형 DNA 염색체의 차이를 보여준다.
한편 2중의 나선형 구조는 에너지 효율면에서 보다 안정적이다. 그러나 이러한 2중나선형구조가 한번더 꼬임으로써 더욱 안정적인 에너지 효율성을 갖을뿐만아니라 공간적으로도 보다 더 압축돼 콤팩트(compact)하다.

## 염색체
DNA 팩키징(DNA packaging)은 약10개전후의 뉴클레오솜으로 이루어진 30nm 크로마틴섬유(30-nanometer chromatin fiber,filament)로 패키징되고 이어서 약50개의 30nm크로마틴섬유로 패키징되는 루프(loop)를 형성하고 이어서 약2000개 루프가 염색분체 한쪽을 채우는것으로 알려져있다. 한편 1개의 뉴클레오솜은 약200bp정도로 알려져있다. 
|                                                                              |
| 염색체(chromosome)의 이중나선구조의 DNA와 뉴클레오좀 그리고 코일 및 슈퍼코일 |

## 같이 보기
- 후성유전학
- DNA 회전효소
- 엑손
- 뉴클레오좀